# Bazázéel
Bazázéel (más néven Busasejal, Basasael), arámiul ניאל (sérült), görögül: Θωνιήλ (sérült), a 200 bukott angyal 20 vezérének tizenharmadika volt. Ez az angyal valószínűleg a legvitatottabb az Énok könyvében szereplő listán. Gyakran ki van hagyva a 6. fejezetbeli angyalok listájáról a fordítás nehézségei miatt. Az 1917.-ei R. H. Charles fordítás nem említi meg a 20 vezér listáján. Michael Knibb 1982-ben megjegyezte, hogy a névnek számos fordítása és jelentése van. A Bazázéel név (Isten árnyéka) a 69. fejezetből van, ahol a 13. angyalként van felsorolva.

## Fordítás
- Ez a szócikk részben vagy egészben  a   Bezaliel című angol Wikipédia-szócikk fordításán alapul.  Az eredeti cikk szerkesztőit annak laptörténete sorolja fel. Ez a jelzés csupán a megfogalmazás eredetét és a szerzői jogokat jelzi, nem szolgál a cikkben szereplő információk forrásmegjelöléseként.